# Samsung Galaxy F41
Il Samsung Galaxy F41 (anche commercializzato come Samsung Galaxy M21s) è uno smartphone dual SIM di fascia medio-bassa prodotto da Samsung, principalmente per il mercato indiano.

## Caratteristiche tecniche

### Hardware
Il Galaxy F41 è uno smartphone con form factor di tipo slate, le cui dimensioni sono di 159,2 x 75,1 x 8,9 millimetri e pesa 191 grammi.
Il dispositivo è dotato di connettività GSM, HSPA, LTE, di Wi-Fi 802.11 a/b/g/n/ac dual-band con supporto a Wi-Fi Direct e hotspot, di Bluetooth 5.0 con A2DP e LE, di GPS con A-GPS, BDS, GALILEO e GLONASS, e di radio FM RDS. Ha una porta USB-C 2.0 e un ingresso per jack audio da 3,5 mm.
Galaxy F41 è dotato di schermo touchscreen capacitivo da 6,4 pollici di diagonale, di tipo S-AMOLED con aspect ratio 19.5:9, angoli arrotondati e risoluzione Full HD+ 1080 x 2340 pixel (densità di 403 pixel per pollice). Il frame laterale e il retro sono in plastica.
La batteria ai polimeri di litio da 6000 mAh non è removibile dall'utente. Supporta la ricarica rapida a 15 watt.
Il chipset è un Samsung Exynos 9611. La memoria interna di tipo UFS 2.1 è di 64 o 128 GB, mentre la RAM è di 6 GB.
La fotocamera posteriore ha un sensore principale da 64 megapixel, con apertura f/1.8, uno da 8 MP ultra-grandangolare e uno da 5 MP di profondità, è dotata di autofocus PDAF, modalità HDR, stabilizzazione gyro-EIS e flash LED, in grado di registrare al massimo video 4K a 30 fps, mentre la fotocamera anteriore, posta in alto in un foro al centrale, è singola da 32 megapixel, con apertura f/2.0, HDR e registra al massimo video Full HD@30 fps.

### Software
È stato immesso sul mercato col sistema operativo Android 10 accompagnato dall'interfaccia One UI Core 2.1.
È stato aggiornato a gennaio 2021 ad Android 11 con One UI Core 3.0 e, successivamente, alla One UI Core 3.1.
Da maggio 2022 inizia a ricevere Android 12 con One UI Core 4.1.